# Guglielmo I di Hainaut
Guglielmo I di Hainaut, conte di Hainaut, conte di Olanda (con il nome di Guglielmo III di Olanda) e Zelanda dal 1304 al 1337 (1286 – Valenciennes, 7 giugno 1337), fu Conte di Hainaut e conte d'Olanda e di Zelanda (Guglielmo III), dal 1304 alla sua morte.

## Origine
Secondo il capitolo n° 78a della Chronologia Johannes de Beke Guglielmo era il figlio maschio terzogenito del Conte di Hainaut e conte d'Olanda e di Zelanda, Giovanni e della moglie Filippa di Lussemburgo (1252-6 aprile 1311), figlia di Enrico V di Lussemburgo e Marguerite di Bar (1220-1275).
Ancora secondo il capitolo n° 78a della Chronologia Johannes de Beke Giovanni era il figlio maschio primogenito del conte titolare di Hainaut, Giovanni d'Avesnes (marito di Adelaide d'Olanda, come ci viene confermato dal paragrafo 7 della Genealogia Ducum Brabantiæ Heredum Franciæ) e della moglie Adelaide d'Olanda, che, sia secondo il capitolo n° 66a della Chronologia Johannes de Beke che il paragrafo 7 della Genealogia Ducum Brabantiæ Heredum Franciæ, Adelaide era la figlia secondogenita o terzogenita (femmina primogenita) del quindicesimo (secondo gli Annales Egmundani, fu il tredicesimo) conte d'Olanda, Fiorenzo IV () e di Matilde di Brabante, che, sempre secondo la Genealogia Ducum Brabantiæ Heredum Franciæ era la figlia femmina quartogenita del duca della Bassa Lorena, conte di Lovanio e primo duca di Brabante, Enrico I e di Matilde di Boulogne, che era faglia del conte di Boulogne, Matteo di Lorena, come conferma la Flandria Generosa (Continuatio Bruxellensis), che precisa che era la figlia femmina secondogenita ed era figlia della contessa di Boulogne, Maria, che secondo il cronista e monaco benedettino inglese, Matteo di Parigi, nel suo Matthæi Parisiensis, Monachi Sancti Albani, Chronica Majora, Vol. II era la figlia del re d'Inghilterra, Stefano di Blois e di Matilde di Boulogne.

## Biografia
Suo padre, Giovanni, che dal 1280 era conte di Hainaut, nel 1299, divenne anche conte d'Olanda e di Zelanda, dopo la morte, senza eredi, del cugino Giovanni I d'Olanda, avvenuta, secondo il capitolo 77b della Chronologia Johannes de Beke, il 10 novembre 1299, ad Haarlem,.
Ancor giovane, Guglielmo prese parte attiva alle lotte della sua famiglia contro la linea rivale dei Dampierre, che erano signori della contea delle Fiandre; dopo aver sconfitto i fiamminghi, nel 1300 e 1301, con l'aiuto del re di Francia, Filippo IV il Bello, nel 1302 i francesi furono sconfitti alla Battaglia degli speroni d'oro, a Courtrai, in cui perse la vita suo fratello, il primogenito, Giovanni; dato che il fratello secondogenito, Enrico, aveva abbracciato la vita ecclesiastica, Guglielmo divenne erede delle contee dell'Hainaut, dell'Olanda e della Zelanda.
 I fiamminghi vennero infine sconfitto nel 1304 dalle flotte olandesi e francesi, al comando di Ranieri I di Monaco,  nella battaglia navale di Zierikzee, in cui fu presente anche Guglielmo (questi avvenimenti sono raccontati dalla Chronologia Johannes de Beke) e così, suo padre, Giovanni, riconquistò il proprio potere di cui fu privato con il sopraggiungere della morte che lo colse il 22 agosto di quell'anno, appena dieci giorni dopo la vittoria; secondo la Chronologia Johannes de Beke, Giovanni morì il 12 settembre a Valenciennes, dove fu sepolto. Alla morte di Giovanni come conte di Hainaut, di Olanda e di Zelanda, gli succedette il figlio Guglielmo.
Nel 1315, dopo la morte di Filippo IV il Bello, dato che il conte delle Fiandre, Roberto non aveva reso omaggio al nuovo re, Luigi X di Francia, la guerra tra la Francia e le Fiandre riprese, col tentativo di occupare le Fiandre, da parte del re di Francia, Luigi X; ma l'esercito rimase impantanato nel fango autunnale delle Fiandre e rientrò senza aver ottenuto molto; anche Guglielmo aveva partecipato con una flotta sul fiume Schelda, ma, quando venne a sapere che i francesi si erano ritirati, si limitò ad incendiare alcune città sulla riva del fiume.
Divenuto conte, aveva posto fine agli abusi del clero e della nobiltà in materia di imposizione fiscale. In data 21 marzo 1322 concesse agli abitanti di Genly il privilegio di venir regolati da una legge conforme a quella di Mons.
Il 6 marzo 1323 a Parigi, sottoscrisse con Luigi I di Fiandra il Trattato di Parigi attraverso il quale vengono concluse tutte le dispute tra i Dampierres e gli Avesnes sulla Contea di Zelanda. Il trattato stabilisce che Luigi I rinuncia ai diritti feudali fiamminghi sulla Zelanda, sulle sue isole e le sue acque e riconosce il Conte d'Olanda quale Conte di Zelanda..
Nel 1326, Guglielmo aiutò, mettendo a disposizione la cavalleria dell'Hainaut la regina d'Inghilterra Isabella di Francia (cugina della di lui moglie Giovanna di Valois) ed il figlio, Edoardo a preparare una spedizione contro il re (e marito) Edoardo II ed il suo favorito Hugh le Despenser. Con l'occasione il futuro re d'Inghilterra Edoardo fu fidanzato alla figlia di Guglielmo, Filippa di Hainaut; che poi sposò nel 1328.
Nel 1327, Guglielmo aiutò Luigi I di Fiandra a sottomettere i fiamminghi in rivolta e combatté nella battaglia di Cassel (23 agosto 1328), che vide la sconfitta dei fiamminghi.
Nel 1334 riuscì a negoziare la pace fra Luigi I di Fiandra e Giovanni III di Brabante, in guerra da oltre due anni.
All'inizio della guerra dei cento anni si schierò dalla parte del genero Edoardo III d'Inghilterra contro il proprio cognato Filippo di Valois, re di Francia e formò una coalizione con il re d'Inghilterra, il duca di Brabante, il duca di Gheldria, l'arcivescovo di Colonia e il conte di Juliers, ma morì poco dopo; secondo la Chronologia Johannes de Beke, si ammalò e morì il 7 giugno 1337 e fu sepolto a Valenciennes. Alla morte di Guglielmo come conte di Hainaut, di Olanda e di Zelanda, gli succedette il figlio Guglielmo.

## Matrimonio e figli
Il 9 maggio 1305 Guglielmo aveva sposato Giovanna di Valois, la figlia terzogenita di Carlo di Valois e di Margherita d'Angiò, e come ci ricorda la Chronologia Johannes de Beke, era sorella del futuro re di Francia (1328) Filippo VI; Da Giovanna di Valois Guglielmo ebbe otto figli:
- Giovanni[14], morto nel 1316;
- Guglielmo (1307 – 1345), conte di Hainaut, di Olanda e di Zelanda[14], suo diretto successore, che sposò Giovanna di Brabante dalla quale ebbe un solo figlio, morto giovane;
- Margherita (1310 – 1356), contessa di Hainaut, di Olanda e di Zelanda, andata sposa a Ludovico IV di Baviera, detto il Bavaro[14];
- Filippa (1311 – 1369), andata sposa nel 1328 a Edoardo III, futuro re d'Inghilterra[14];
- Giovanna (1311 – 1374), andata sposa nel 1324 a Guglielmo I, duca di Jülich[14] (1300 circa – 1362);
- Agnese, morta dopo il 1327[24][25];
- Isabella[14] (1323 – 1361), andata sposa nel 1354 a Roberto di Namur (1323 – 1391), signore di Beaufort-sur-Meuse;
- Luigi[14] (1325 – 1328).

Da una sua amante di nome Trude della famiglia van de Poule, Guglielmo ebbe un figlio illegittimo:
Mentre da altre diverse amanti di cui non si conoscono né il nome né gli ascendenti ebbe altri sei figli, illegittimi.

## Ascendenza
|                         |                          |                             | Genitori                      |  |  | Nonni |  |  | Bisnonni           |  |  | Trisnonni         |  |
|                         |                          |                             |                               |  |  |       |  |  | Burcardo d'Avesnes |  |  | Giacomo d'Avesnes |  |
|                         |                          |                             |                               |  |  |       |  |  | Burcardo d'Avesnes |  |  | Giacomo d'Avesnes |  |
|                         |                          | Adelina di Guisa            |                               |  |  |       |  |  | Burcardo d'Avesnes |  |  |                   |  |
| Giovanni d'Avesnes      |                          |                             |                               |  |  |       |  |  | Burcardo d'Avesnes |  |  |                   |  |
|                         |                          | Margherita II delle Fiandre | Baldovino I di Costantinopoli |  |  |       |  |  |                    |  |  |                   |  |
|                         |                          | Margherita II delle Fiandre | Baldovino I di Costantinopoli |  |  |       |  |  |                    |  |  |                   |  |
|                         |                          | Margherita II delle Fiandre | Maria di Champagne            |  |  |       |  |  |                    |  |  |                   |  |
| Giovanni I di Hainaut   |                          | Margherita II delle Fiandre |                               |  |  |       |  |  |                    |  |  |                   |  |
|                         |                          | Fiorenzo IV d'Olanda        | Guglielmo I d'Olanda          |  |  |       |  |  |                    |  |  |                   |  |
|                         |                          | Fiorenzo IV d'Olanda        | Guglielmo I d'Olanda          |  |  |       |  |  |                    |  |  |                   |  |
|                         |                          | Fiorenzo IV d'Olanda        | Adelaide di Gheldria          |  |  |       |  |  |                    |  |  |                   |  |
| Adelaide d'Olanda       |                          | Fiorenzo IV d'Olanda        |                               |  |  |       |  |  |                    |  |  |                   |  |
|                         |                          | Matilde di Brabante         | Enrico I di Brabante          |  |  |       |  |  |                    |  |  |                   |  |
|                         |                          | Matilde di Brabante         | Enrico I di Brabante          |  |  |       |  |  |                    |  |  |                   |  |
|                         |                          | Matilde di Brabante         | Matilde di Boulogne           |  |  |       |  |  |                    |  |  |                   |  |
| Guglielmo di Hainaut    |                          | Matilde di Brabante         |                               |  |  |       |  |  |                    |  |  |                   |  |
|                         | Valerano III di Limburgo | Enrico III di Limburgo      |                               |  |  |       |  |  |                    |  |  |                   |  |
|                         | Valerano III di Limburgo | Enrico III di Limburgo      |                               |  |  |       |  |  |                    |  |  |                   |  |
|                         | Valerano III di Limburgo | Sofia di Saarbrücken        |                               |  |  |       |  |  |                    |  |  |                   |  |
| Enrico V di Lussemburgo | Valerano III di Limburgo |                             |                               |  |  |       |  |  |                    |  |  |                   |  |
|                         |                          | Ermesinda di Lussemburgo    | Enrico IV di Lussemburgo      |  |  |       |  |  |                    |  |  |                   |  |
|                         |                          | Ermesinda di Lussemburgo    | Enrico IV di Lussemburgo      |  |  |       |  |  |                    |  |  |                   |  |
|                         |                          | Ermesinda di Lussemburgo    | Agnese di Gheldria            |  |  |       |  |  |                    |  |  |                   |  |
| Filippa di Lussemburgo  |                          | Ermesinda di Lussemburgo    |                               |  |  |       |  |  |                    |  |  |                   |  |
|                         |                          | Enrico II di Bar            | Teobaldo I di Bar             |  |  |       |  |  |                    |  |  |                   |  |
|                         |                          | Enrico II di Bar            | Teobaldo I di Bar             |  |  |       |  |  |                    |  |  |                   |  |
|                         |                          | Enrico II di Bar            | Ermesinda di Bar-sur-Seine    |  |  |       |  |  |                    |  |  |                   |  |
| Margherita di Bar       |                          | Enrico II di Bar            |                               |  |  |       |  |  |                    |  |  |                   |  |
|                         |                          | Filippa di Dreux            | Roberto II di Dreux           |  |  |       |  |  |                    |  |  |                   |  |
|                         |                          | Filippa di Dreux            | Roberto II di Dreux           |  |  |       |  |  |                    |  |  |                   |  |
|                         |                          | Filippa di Dreux            | Yolande de Coucy              |  |  |       |  |  |                    |  |  |                   |  |
|                         |                          | Filippa di Dreux            |                               |  |  |       |  |  |                    |  |  |                   |  |

### Fonti primarie
- (LA)  Monumenta Germaniae Historica, Scriptores, tomus IX.
- (LA)  Monumenta Germaniae Historica, Scriptores, tomus XVI.
- (LA)  Monumenta Germaniae Historica, Scriptores, tomus XXV.
- (FR)  Grande chronique de Mathieu de Paris, tomus VIII.
- (LA)  Chronologia Johannes de Bek.

### Letteratura storiografica
- Hilda Johnstone, "Francia: gli ultimi Capetingi", cap. XV, vol. VI (Declino dell'impero e del papato e sviluppo degli stati nazionali) della Storia del Mondo Medievale, 1999, pp. 569–607.
- Henry Pirenne, "I Paesi Bassi", cap. XII, vol. VII (L'autunno del Medioevo e la nascita del mondo moderno) della Storia del Mondo Medievale, 1999, pp. 411–444.
- (FR)  Général baron Guillaume, Guillaume Ier, Accademia Reale del Belgio, Biographie Nationale, vol. 8, Bruxelles, 1885, pagg. 475-478